# Eburodacrys asperula
Eburodacrys asperula es una especie de escarabajo longicornio del género Eburodacrys, tribu Eburiini, subfamilia Cerambycinae. Fue descrita científicamente por Bates en 1880.

## Descripción
Mide 10-12 milímetros de longitud.

## Distribución
Se distribuye por Colombia, Guatemala, Honduras, México, Nicaragua, Panamá y Venezuela.